# الرزاحي (المضاربة والعارة)
الرزاحـي (المضاربة والعارة)

تعديل مصدري - تعديل

الرزاحـي هي إحدى قرى عزلة المضاربة بمديرية المضاربة والعارة التابعة لمحافظة لحج، بلغ تعداد سكانها 248 نسمة حسب تعداد اليمن لعام 2004.